# Сінайко Олег Олександрович
Оле́г Олекса́ндрович Сіна́йко (12 червня 1966[джерело?]) — заступник Голови Служби зовнішньої розвідки України (2021—2024). Орден Данила Галицького (2017). Орден «За заслуги» ІІІ ступеня (2021).

## Життєпис
Працював начальником департаменту інформаційно-аналітичного забезпечення Служби безпеки України, головою служби Апарату РНБО України, заступником директора Національного інституту стратегічних досліджень.

#### Декларація
- Сінайко О.О. [Архівовано 28 липня 2021 у Wayback Machine.] // Е-декларація, 2019

| українська персоналія | Це незавершена стаття про особу, що має стосунок до України. Ви можете допомогти проєкту, виправивши або дописавши її. |